# Faucherea sambiranensis
Faucherea sambiranensis är en tvåhjärtbladig växtart som beskrevs av Aubrev. Faucherea sambiranensis ingår i släktet Faucherea och familjen Sapotaceae. Inga underarter finns listade i Catalogue of Life.